# Мирний Віталій Олександрович
Віта́лій Олекса́ндрович Ми́рний (нар. 3 квітня 1992, Полтава) — український футболіст, воротар.

## Біографія
Вихованець клубу «Молодь» міста Полтава, перший тренер Букатов В. М. У першій половині 2011 року грав за естонські команди, з другої половини 2011 року і до 2014 року грав у складі литовського клубу «Банга» (Гаргждай). З 2014 по грудень 2015 року грав за «Черкаський Дніпро».
Наприкінці липня 2016 року став гравцем «Тернополя». У лютому 2020 року став гравцем одеського «Чорноморця».

## Досягнення
- Півфіналіст Кубка України 2013—2014
- У «А» лізі Литви провів 57 матчів, де пропустив аж 77 м'ячів

## Статистика
| Сезон   | Клуб                            | Ліга                          | Чемпіонат | Чемпіонат | Кубок | Кубок | Першість дублерів | Першість дублерів |
| Сезон   | Клуб                            | Ліга                          | Ігри      | Голи      | Ігри  | Голи  | Ігри              | Голи              |
| ------- | ------------------------------- | ----------------------------- | --------- | --------- | ----- | ----- | ----------------- | ----------------- |
| 2010/11 | «Левадія-2» (Таллінн)           | Есілііга                      | 8         | 0         | 0     | 0     | 0                 | 0                 |
| 2010/11 | «Банга» (Гаргждай)              | А-ліга                        | 9         | 0         | 0     | 0     | 0                 | 0                 |
| 2011/12 | «Банга» (Гаргждай)              | А-ліга                        | 35        | 0         | 0     | 0     | 0                 | 0                 |
| 2012/13 | «Банга» (Гаргждай)              | А-ліга                        | 12        | 0         | 0     | 0     | 0                 | 0                 |
| 2013/14 | «Славутич» (Черкаси)            | Друга ліга                    | 5         | 0         | 2     | 0     | 0                 | 0                 |
| 2014/15 | «Черкаський Дніпро» (Черкаси)   | Друга ліга                    | 24        | 0         | 1     | 0     | 0                 | 0                 |
| 2015/16 | «Черкаський Дніпро» (Черкаси)   | Перша ліга                    | 5         | 0         | 2     | 0     | 0                 | 0                 |
| 2015/16 | «Утеніс» (Утена)                | А-ліга                        | 8         | 0         | 0     | 0     | 0                 | 0                 |
| 2016/17 | ФК «Тернопіль»                  | Перша ліга                    | 9         | 0         | 1     | 0     | 0                 | 0                 |
| 2017    | «Олімпія» (Савинці)             | Чемпіонат Полтавської області | 1         | 0         | 0     | 0     | 0                 | 0                 |
| 2017/18 | «Гірник-Спорт» (Горішні Плавні) | Перша ліга                    | 18        | 0         | 2     | 0     | 0                 | 0                 |
| 2017/18 | «Нефтчі» (Фергана)              | Суперліга                     | 9         | 0         | 0     | 0     | 0                 | 0                 |
| 2018/19 | «Гірник-Спорт» (Горішні Плавні) | Перша ліга                    | 2         | 0         | 0     | 0     | 0                 | 0                 |
| 2018/19 | «Андіжан»                       | Суперліга                     | 18        | 0         | 1     | 0     | 0                 | 0                 |
| 2019/20 | «Чорноморець» (Одеса)           | Перша ліга                    | 0         | 0         | 0     | 0     | 0                 | 0                 |